# 필리프 더 빌더
필리프 알폰스 더 빌더(네덜란드어: Filip Alfons de Wilde, 1964년 7월 5일 ~ )는 벨기에의 전 축구 선수이며, 포지션은 골키퍼였다.
1982년 주필러 리그의 KSK 베베런에서 프로 무대에 데뷔했으며, 1987년 RSC 안데를레흐트에 입단하였다. 이후 1996년부터 1998년까지 프리메이라 디비장의 스포르팅 CP로 팀을 옮긴 것을 제외하고 2003년까지 안데를레흐트에서 약 400여번의 경기에 출장했으며, 1994년과 2000년 벨기에 올해의 골키퍼에 선정되었다. 이후 2003년 오스트리아 분데스리가의 SK 슈투름 그라츠로 이적했으며, 2004년 KSC 로케런에 입단해 벨기에 무대로 복귀한 뒤 2005년 KFC 페르브루더링 헤일에서 은퇴를 선언하였다.
또한 1989년 벨기에 축구 국가대표팀에 데뷔한 뒤 2000년까지 총 33경기에 출장했으며, 세 번의 FIFA 월드컵 (1990년, 1994년, 1998년)과 UEFA 유로 2000에 국가대표팀의 일원으로 참가하였다.
은퇴 이후 RSC 안데를레흐트의 코치를 역임하였다.